# Basalghelle
Basalghelle è l'unica frazione del comune di Mansuè, in provincia di Treviso.

## Geografia fisica
Il territorio di Basalghelle comprende l'area nordoccidentale del comune. È una zona ricchissima di acque, ricadenti nel bacino del Livenza: il piccolo abitato si trova sulla riva destra del fiume Rasego; all'estremità settentrionale scorre invece il canale Resteggia, mentre a sud si snoda la Fossa.

## Origini del nome
Come altri toponimi simili, Basalghelle sembra derivare da "basilica", "luogo sacro". Si può tuttavia notare anche un suffisso del tipo -ego (o anche -ago, -igo): sarebbe di origine celtica e significa "acqua", attraverso il friulano aghe; un possibile riferimento, dunque, ai vari corsi d'acqua della zona.

## Storia
Basalghelle è citata nel testamento di Gaia da Camino, morta nel 1311. Il centro si sarebbe infatti sviluppato per ospitare i castellani di Portobuffolé.
Nel medioevo fu forte la presenza benedettina con la chiesa dei Santi Mauro e Macario e il monastero delle Baite.
Sotto Napoleone, fu sede di un comune inquadrato nel dipartimento del Tagliamento con frazioni Baite di Basalghelle, Cornarè e Rigole.

## Monumenti e luoghi d'interesse

### Architetture religiose

#### Chiesa parrocchiale
Di origini molto antiche, subì una prima ricostruzione nel 1708; ne risultò un edificio in stile romanico a navata unica. Sul finire del Ottocento la chiesa fu nuovamente rifatta su progetto di Domenico Rupolo; completata nel 1922-24 con l'aggiunta di alcuni ampliamenti, fu infine consacrata dal vescovo di Ceneda Eugenio Beccegato il 4 ottobre 1924. Fu danneggiata durante la seconda guerra mondiale ad opera degli occupanti tedeschi.
Gli autori delle decorazioni provengono dalla bottega di Giuseppe Francini. Sul presbiterio è esposta la pala di Antonio Maria Morera, mentre l'altare maggiore, sempre progetto del Rupolo, fu realizzato dai marmisti Giuseppe Zanette e Giuseppe Santuz. Il complesso è completato dalla cappella del Santissimo Rosario, finanziata dai coniugi Pasqualy-Zecchinato in ricordo delle contesse Aganoor.
Il campanile fu costruito nel 1869 e presenta tre campane + un sonello ovvero la campanella provenienti dalla fonderia De Poli di Vittorio Veneto;  di queste le tre maggiori furono premiate all'Esposizione di Roma del 1869, motivo per cui furono risparmiate dalle requisizioni degli Imperi Centrali durante la Grande Guerra.
Basalghelle, già cappella dipendente dalla pieve di Mansuè, venne elevata a parrocchia nella prima metà del Seicento (forse nel 1624; i registri cominciano dal 1626).

#### Chiesa dei Santi Mauro e Macario
La chiesa dei Santi Mauro e Macario, in località Cornarè, risale all'XI secolo ed è probabilmente legata alla presenza di un monastero benedettino. La collocazione non è casuale: sorge infatti lungo l'antica via dei Sali, la strada che, collegando Portobuffolé a Ceneda e al Cadore, servì alla Serenissima per il commercio del sale con il Centro Europa; è possibile, dunque, che alla chiesa fossero annessi dei piccoli edifici per ospitare i viandanti.
L'interno dell'edificio è a navata unica ed è concluso dalla pregevole travatura del soffitto.
Sulle pareti dell'altare maggiore vi sono alcuni affreschi di varia epoca. Il più recente reca la data 1608 e rappresenta la Vergine in trono con Bambino con i santi Mauro e Macario ai lati e il Padre Eterno benedicente; sarebbe, secondo alcuni, di Silvestro Arnosti. L'opera si sovrappone ai resti di pitture quattrocentesche raffiguranti, pare, la Vergine in trono con Bambino, con i santi Mauro e Macario ai lati e, alle estremità sinistra e destra, San Rocco e Giobbe. Durante la terribile peste del 1630 i muri furono imbiancati per ragioni igieniche. Successivamente vi fu addossato un altare ligneo dei Ghirlanduzzi (oggi trasferito nella parrocchiale), che riproduceva nella struttura architettonica e nella pala che lo adornava i medesimi soggetti dell'affresco. Il dipinto fu trafugato nel 1979, ma questo episodio ha messo in luce gli affreschi di cui si è appena parlato.
La scoperta ha dato il via a un importante restauro svolto tra gli anni ottanta e i novanta. Tra l'altro, si è ridato nuovo lustro alla bella campana posta sul campaniletto a vela che sovrasta al centro la facciata, proveniente dalla fonderia De Poli di Vittorio Veneto.

### Architetture civili
Interessanti alcuni palazzi signorili: villa Aganoor (dove visse la poetessa Vittoria Aganoor, oggi proprietà della famiglia Arrigoni), villa Frova, villa Parpinelli.

### Aree naturali

#### Bosco di Basalghelle
Antica proprietà degli Arrigoni, si estende su appena 14 ha ma ha un'importanza naturalistica e storica fondamentale, essendo uno dei rari resti delle selve che un tempo ricoprivano l'intera pianura Padana. La presenza di foreste tra il Piave e il Livenza è attestata ancora in un documento del 1741 e allora erano abbastanza estese da poter soddisfare il fabbisogno della Serenissima.
La biodiversità presente è notevole: per quanto riguarda la sola flora arborea, si ricordano farnie, carpini bianchi, frassini, ornelli, olmi e aceri campestri; della fauna, si notano varie specie di uccelli, tra i quali alcuni stringiformi, e diversi insetti.
Il bosco di Basalghelle è considerato un sito di interesse comunitario e una zona di protezione speciale ed è tutelato dal Corpo Forestale dello Stato.

## Geografia antropica
Attorno a Basalghelle gravitano altre località minori, in particolare le borgate di Rigole (a nordest) e Cornarè (a nordovest).